# باريس الكبرى إكسبراس
باريس الكبرى إكسبراس (بالفرنسية: Grand Paris Express)‏ هو مشروع شبكة مترو يتكون من 4 خطوط ستكون تابعة لمترو باريس وستكون آلية وهي ستحيط بالعاصمة من الخارج عبر ضواحيها، وكذلك يشمل هذا المشروع التمديد في خطين آخرين موجودين.

يبلغ الطول الإجمال لخطوط هذه الشبكة الجديدة 200 كم. سيتم إنجاز المشروع من قبل شركة باريس الكبرى في إطار اتفاقية مع نقابة النقل في إيل دو فرانس.

كجزء من باريس الكبرى، باريس الكبرى إكسبراس هو نتيجة إتفاق وقع في 26 يناير 2011 بين مجلس إيل دو فرانس الجهوي والدولة الفرنسية، بعد النقاش العام حول مشروعي المترو الدائري وهما شبكة النقل العام لباريس الكبرى وقوس إكبسراس. هذا المشروع ت تعديله في 2013 من قبل حكومة جان مارك أيرولت الثانية للانتهاء بالمشروع بصفته الحالية بدمج المشروعين الأولين في مشروع واحد تحت هذه التسمية.

## تقديم المشروع
باريس الكبرى إكسبراس سيكون مشروع مترو أوتوماتيكي بطول 200 كم وسيخدم 72 محطة. ستكون خطوط الشبكة بشكل دائري في الضواحي القريبة والمتوسطة للعاصمة باريس لتشكل ربط دائم ومباشر بشكة مترو باريس الموجودة.

مشروع شبكة المترو الجديدة بعد آخر تغييرات مارس 2013.

### 4 خطوط و2 تمديدات
باريس الكبرى إكسبراس سيتكون من 4 خطوط جديدة، إلى جانب التمديد في خطين موجودين.

#### تمديد الخط 11
تمديد الخط 11 شرقا يهدف للربط بين روني - بوا - برييه ونوازي شون مع ثلاثة محطة بينهم، واحدة في فيلمومبل واثنتين في نيويلي سور مارني. يهدف لفتح هذا الجزء بحلول 2025.

#### تمديد الخط 14
تمديد الخط 14 يهدف للربط بين سان دوني بلايل ومطار أورلي، وذلك قبل حلول 2030. سيبلغ طول الخط 28 كم، وذلك تنيجة لتمديد الخط من شماله ومن جنوبه. التمديد شمال سيكون حتى محطة بلدية سانت وان. من المقرر فتح هذا الجزء في منتصف 2019.

### إنجاز المشروع
| الخط | الاسم         | القسم                                   | الوضع                      | البداية     | الإفتتاح    | الموقع الرسمي                         | ملاحظات                                                                                |
| ---- | ------------- | --------------------------------------- | -------------------------- | ----------- | ----------- | ------------------------------------- | -------------------------------------------------------------------------------------- |
|      | الخط 11 شرق   | روني - بوا - برييه - نوازي شون          | التحقيق العام قيد التحضير. | فبراير 2015 | 2025        | noisychamps.prolongementligne11est.fr | قسم الخط البرتقالي السابق.                                                             |
|      | الخط 14 شمال  | سان لازار - مبنى بلدية سانت وان         | الأشغال بدأت.              | أكتوبر 2014 | 2019        | prolongerligne14-mairie-saint-ouen.fr | إعلان المنفعة العامة في 4 أكتوبر 2012. بدأ الأشغال في 11 يونيو 2014.                   |
|      | الخط 14 شمال  | مبنى بلدية سانت وان - سان دوني بلايل    | إنتهاء التحقيق العام.      | ديسمبر 2014 | 2023 - 2024 | enquetepubliquelignes14-16-17.fr      | التحقيق العام بين 13 أكتوبر و24 نوفمبر 2014.                                           |
|      | الخط 14 جنوبا | أولمبياد - فيلجويف - معهد غوستاف روسي   | إنتهاء التحقيق العام.      | يوليو 2015  | 2023 - 2024 | enquetepubliqueligne14sud.fr          | التحقيق العام بين 1 يونيو و9 يوليو 2015.                                               |
|      | الخط 14 جنوبا | فيلجويف - معهد غوستاف روسي - مطار أورلي | إنتهاء التحقيق العام.      | يوليو 2015  | 2023 - 2024 | enquetepubliqueligne14sud.fr          | التحقيق العام بين 1 يونيو و29 يوليو 2015.                                              |
|      | الخط 15 جنوب  | جسر دو سافر - نوازي شون                 | بدأ الأشغال التحضيرية.     | أبريل 2015  | 2022        | ligne15sud.fr                         | إعلان المنفعة العامة في 24 ديسمبر 2014. إنتهاء دراسات ما قبل المشروع في 28 أبريل 2015. |
|      | الخط 15 غرب   | جسر دو سافر - نانتير لا فولي            | بدأ التحقيق العام.         | سبتمبر 2015 | 2025        | enquetepubliqueligne15ouest.fr        | الإستشارة بين 11 يونيو و12 يوليو 2014. التحقيق العام بين 21 سبتمبر و29 أكتوبر 2015.    |
|      | الخط 15 غرب   | نانتير لا فولي - سان دوني بلايل         | بدأ التحقيق العام.         | سبتمبر 2015 | 2027        | enquetepubliqueligne15ouest.fr        | الإستشارة بين 11 يونيو و12 يوليو 2014. التحقيق العام بين 21 سبتمبر و29 أكتوبر 2015.    |
|      | الخط 15 شرق   | سان دوني بلايل - روني - بوا - برييه     | التحقيق العام قيد التحضير. | فبراير 2015 | 2025        | metroligne15est.fr                    | قسم الخط البرتقالي السابق.                                                             |
|      | الخط 15 شرق   | روني - بوا - برييه - شومبيني سانتر      | التحقيق العام قيد التحضير. | فبراير 2015 | 2030        | metroligne15est.fr                    | قسم الخط البرتقالي السابق.                                                             |
|      | الخط 16       | سان دوني بلايل - نوازي شون              | إنتهاء التحقيق العام.      | نوفمبر 2014 | 2023 - 2024 | enquetepubliquelignes14-16-17.fr      | التحقيق العام بين 13 أكتوبر و24 نوفمبر 2014.                                           |
|      | الخط 17       | سان دوني بلايل - لو بورجيه RER          | إنتهاء التحقيق العام.      | نوفمبر 2014 | 2023 - 2024 | enquetepubliquelignes14-16-17.fr      | التحقيق العام بين 13 أكتوبر و24 نوفمبر 2014.                                           |
|      | الخط 17       | لو بورجيه RER - مثلث غوناس              | إنتهاء الإستشارة.          | ديسمبر 2014 | 2023 - 2024 | Ligne17nord.fr                        | الإستشارة بين 20 نوفمبر و20 ديسمبر 2014.                                               |
|      | الخط 17       | مثلث غوناس - مطار شارل ديغول تي 2       | إنتهاء الإستشارة.          | ديسمبر 2014 | 2023 - 2024 | Ligne17nord.fr                        | الإستشارة بين 20 نوفمبر و20 ديسمبر 2014.                                               |
|      | الخط 17       | مطار شارل ديغول تي 2 - لو مونيل أملو    | إنتهاء الإستشارة.          | ديسمبر 2014 | 2030        | Ligne17nord.fr                        | الإستشارة بين 20 نوفمبر و20 ديسمبر 2014.                                               |
|      | الخط 18       | مطار أورلي - ماسي                       | إنتهاء الإستشارة.          | يونيو 2015  | 2023        | ligne18vert.fr                        | الإستشارة بين 12 مايو و12 يونيو 2015.                                                  |
|      | الخط 18       | ماسي - CEA سانت أوبان                   | إنتهاء الإستشارة.          | يونيو 2015  | 2023        | ligne18vert.fr                        | الإستشارة بين 12 مايو و12 يونيو 2015.                                                  |
|      | الخط 18       | CEA سانت أوبان - فرساي شانتييه          | إنتهاء الإستشارة.          | يونيو 2015  | 2030        | ligne18vert.fr                        | الإستشارة بين 12 مايو و12 يونيو 2015.                                                  |
|      | الخط 18       | فرساي شانتييه - نانتير لا فولي          |                            |             | بعد 2030    | ligne18vert.fr                        |                                                                                        |
|      | الخط 17       | نانتير لا فولي - سان دوني بلايل         |                            |             | بعد 2030    |                                       | هيكلة شبكة متكاملة من STIF.                                                            |

## مقالات ذات صلة
- باريس الكبرى - باريس متروبول - وحدة باريس الحضرية - إيل دو فرانس - حوض باريسي
- مواصلات عامة - النقل العام في إيل دو فرانس - النقل في إيل دو فرانس
- سلطة منظمة للنقل - نقابة النقل في إيل دو فرانس - شركة باريس الكبرى - الهيئة الذاتية للنقل في باريس
- تسعير النقل العام في إيل دو فرانس

## روابط خارجية
- الموقع الرسمي.